# Achmanghit, Cetatea Albă
Achmanghit, întâlnit și sub denumirea Acmanghit (în ucraineană Білолісся, transliterat: Bilolissea, în rusă Белолесье, transliterat: Beloles'e) este un sat reședință de comună în raionul Cetatea Albă din regiunea Odesa (Ucraina). Are 2,335 locuitori, preponderent ucraineni. Denumirea de Ak-Mangît înseamnă „călăraș alb” în limba turcă. Cea de Bilolissea înseamnă „pădurea albă” în limba ucraineană.
Satul este situat la o altitudine de 3 metri, în partea central-nordică a raionului Tatarbunar. Teritoriul localității este traversat de râul Sărata, care se varsă în limanul Sasic în dreptul satului Tropocla. El se află la o distanță de 9 km nord de centrul raional Tatarbunar și la 12 km de la stația de cale ferată Sărata (pe linia Odesa – Ismail). Localitatea este traversată de drumul național Odesa – Ismail.
Până în anul 1947 satul a purtat denumirea oficială de Achmanghit (în ucraineană Акмангит), în acel an el fiind redenumit Білолісся.

## Istoric
Prin Tratatul de pace de la București, semnat pe 16/28 mai 1812, între Imperiul Rus și Imperiul Otoman, la încheierea războiului ruso-turc din 1806 – 1812, Rusia a ocupat teritoriul de est al Moldovei dintre Prut și Nistru, pe care l-a alăturat Ținutului Hotin și Basarabiei/Bugeacului luate de la turci, denumind ansamblul Basarabia (în 1813) și transformându-l într-o gubernie împărțită în zece ținuturi (Hotin, Soroca, Bălți, Orhei, Lăpușna, Tighina, Cahul, Bolgrad, Chilia și Cetatea Albă, capitala guberniei fiind stabilită la Chișinău).
Satul Achmanghit a fost fondat în anul 1807 de către cazacii din trupele de la gurile Dunării pe locul unei foste garnizoane turcești. În sat au fost construite mai multe biserici de piatră: în 1822, 1834 și 1878.
În urma Tratatului de la Paris din 1856, care încheia Războiul Crimeii (1853-1856), Rusia a retrocedat Moldovei o fâșie de pământ din sud-vestul Basarabiei (cunoscută sub denumirea de Cahul, Bolgrad și Ismail). Satul Achmanghit a rămas pe teritoriul Rusiei. În 1890, a fost deschisă o școală parohială.
În perioada de până la primul război mondial, s-au intensificat nemulțumirile țăranilor săraci cauzate de lipsa pământului. La sfârșitul lui noiembrie 1917, țăranii au împărțit pământurile moșierilor locali și pe cele ale țăranilor bogați. În ianuarie 1918, activiștii bolșevici au preluat conducerea în sat proclamând puterea sovietică. La sfârșitul acestei luni, în sat a fost înființat un detașament țărănesc înarmat. Intervenția armatei române a dus la înăbușirea rebeliunii bolșevice și la pacificarea localității.
După Unirea Basarabiei cu România la 27 martie 1918, satul Achmanghit a făcut parte din componența României, în Plasa Tatar-Bunar a județului Cetatea Albă. Pe atunci, majoritatea populației era formată din ucraineni, existând și comunități mari de români și ruși. La recensământul din 1930, s-a constatat că din cei 4.441 locuitori din sat, 3.459 erau ucraineni (77.89%), 548 români (12.34%), 396 ruși (8.92%), 16 evrei, 4 bulgari, 3 polonezi, 2 sârbi, 2 armeni, 1 german și 1 găgăuz.
În perioada interbelică, satul s-a aflat în aria de interes a activiștilor bolșevici din URSS, aici existând un comitet revoluționar clandestin. Mai mulți săteni au participat la Răscoala de la Tatarbunar din septembrie 1924, organizată de bolșevicii din URSS. În noaptea de 15/16 septembrie 1924, o bandă de agitatori bolșevici de 20-30 de persoane, în frunte cu Ivan Bejan (Kolțov), a preluat conducerea în satul Achmanghit, intimidând restul populației. Rebelii au creat autorități sovietice - comitete revoluționare, unități de miliție populară și Gărzile Roșii. Numărul insurgenților din sat era de aproximativ 150 de persoane.
Comandantul postului de jandarmi din Achmanghit a reușit să fugă în satul Sărata, unde a strâns un grup de 40 de voluntari de etnie germană. În dimineața zilei de 16, voluntarii au deschis focul asupra rebelilor conduși de Ivan Bejan și au luptat câteva ore până când comuniștii au auzit că se apropia armata și s-au retras spre Tatarbunar.
Pentru înăbușirea rebeliunii, guvernul României a trimis trupe de artilerie din Corpul III al Armatei Române și o unitate de marină. Primele unități militare de la Cetatea Albă au ajuns în zonă în seara zilei de 16 septembrie 1924 și s-au luptat cu rebelii la podul dintre Tatarbunar și Achmanghit, împușcându-l mortal pe Ivan Bejan. Numeroși rebeli au fost uciși în luptă. După înăbușirea revoltei, 40 săteni au fost arestați, iar șase dintre ei au fost condamnați la pedeapsa cu închisoarea.
În 1929, mai mulți săteni au fost persecutați pentru participarea la organizarea Uniunii țăranilor revoluționari, care a operat în satul Selioglu. În 1930, au fost distribuite în sat manifeste comuniste. În octombrie 1930, poliția a descoperit și anihilat organizația clandestină locală. În 1935, 15 țărani s-au aflat pe lista întocmită de poliție cu persoanele suspectate de propagandă comunistă. În octombrie 1935, localnicul I. Galuzinski (unul dintre organizatorii organizațiilor comuniste din sudul Basarabiei) a fost condamnat la închisoare de către un tribunal militar.
Ca urmare a Pactului Ribbentrop-Molotov (1939), Basarabia, Bucovina de Nord și Ținutul Herța au fost anexate de către URSS la 28 iunie 1940. După ce Basarabia a fost ocupată de sovietici, Stalin a dezmembrat-o în trei părți. Astfel, la 2 august 1940, a fost înființată RSS Moldovenească, iar părțile de sud (județele românești Cetatea Albă și Ismail) și de nord (județul Hotin) ale Basarabiei, precum și nordul Bucovinei și Ținutul Herța au fost alipite RSS Ucrainene. La 7 august 1940, a fost creată regiunea Ismail, formată din teritoriile aflate în sudul Basarabiei și care au fost alipite RSS Ucrainene . În anul 1941 a fost înființat primul colhoz.
În perioada 1941-1944, toate teritoriile anexate anterior de URSS au reintrat în componența României. Apoi, cele trei teritorii au fost reocupate de către URSS în anul 1944 și integrate în componența RSS Ucrainene, conform organizării teritoriale făcute de Stalin după anexarea din 1940, când Basarabia a fost ruptă în trei părți. Un număr de 251 localnici au luptat în cel de-al doilea război mondial, 145 dintre ei murind pe front.
În anul 1947, autoritățile sovietice au schimbat denumirea oficială a satului din cea de Achmanghit în cea de Bîlolîssia. În anul 1954, Regiunea Ismail a fost desființată, iar localitățile componente au fost incluse în Regiunea Odesa.
Începând din anul 1991, satul Achmanghit face parte din raionul Tatarbunar al regiunii Odesa din cadrul Ucrainei independente. În prezent, satul are 2.335 locuitori, preponderent ucraineni.

## Demografie
Componența lingvistică a comunei Achmanghit
     Ucraineană (96,32%)
     Română (2,14%)
     Alte limbi (1,32%)
Conform recensământului din 2001, majoritatea populației comunei Achmanghit era vorbitoare de ucraineană (96,32%), existând în minoritate și vorbitori de română (2,14%).
1930: 4.441 (recensământ) 
2001: 2.335 (recensământ)

## Economie
Locuitorii satului Achmanghit se ocupă în principal cu agricultura. Se cultivă cereale și se cresc animale. În localitate funcționează o fermă de colectare a laptelui, o fabrică de cherestea și combinat vinicol.

## Personalități
- Stanislav Semcinskii (1931-1999) - filolog ucrainean

## Obiective turistice
- Monumentul lui V.I. Lenin
- Monumentul eroilor sovietici din Marele Război pentru Apărarea Patriei
- Monumentul participanților la Răscoala de la Tatarbunar